# Ferreiros (Pernambuco)
Ferreiros  este un oraș în Pernambuco (PE), Brazilia.